# Marc Streitenfeld
 (décembre 2021).
Marc Streitenfeld est un compositeur de musiques de films allemand, né le 24 octobre 1974 à Munich en Allemagne.

## Biographie
Il déménage à Los Angeles à l'âge de 19 ans, travaillant d'abord brièvement comme assistant musical pour le compositeur Hans Zimmer, puis de façon indépendante en tant que rédacteur en chef et superviseur musical sur plusieurs blockbusters.
À la demande de Ridley Scott, Streitenfeld compose la musique du film Une grande année en 2006, après avoir supervisé la musique du film Kingdom of Heaven. Il a ensuite composé la musique des quatre films suivant du réalisateur jusqu'à Prometheus en 2012. 
Il a été nommé pour un prix BAFTA pour American Gangster en 2007.
Avant son travail en tant que compositeur pour Ridley Scott, Streitenfeld avait déjà collaboré avec le réalisateur en tant qu'éditeur de musique, superviseur de la musique et conseiller technique sur plusieurs de ses précédents projets, comme La Chute du faucon noir et Gladiator.
Streitenfeld fut en couple avec l'actrice française Julie Delpy. En janvier 2009, ils ont eu un fils, Léo. Le couple est depuis séparé.

## Filmographie

### Compositeur

#### Cinéma
- 2006 : Une grande année (A Good Year) de Ridley Scott
- 2007 : American Gangster de Ridley Scott
- 2008 : Mensonges d'État (Body of Lies) de Ridley Scott
- 2010 : Robin des Bois (Robin Hood) de Ridley Scott
- 2012 : Le Territoire des loups (The Grey) de Joe Carnahan
- 2012 : Prometheus de Ridley Scott
- 2012 : Cogan : Killing Them Softly d'Andrew Dominik
- 2014 : Things People Do (After the Fall) de Saar Klein
- 2015 : Poltergeist de Gil Kenan
- 2017 : Je ne vois que toi (All I See Is You) de Marc Forster
- 2020 : Six Minutes to Midnight de Andy Goddard

#### Télévision
- 2014-2015 : Hand of God (série télévisée)

### Assistant, conseiller technique ou monteur de la musique
- 1995 : Two Deaths de Nicolas Roeg (musique de Hans Zimmer) (assistant de Hans Zimmer)
- 1995 : USS Alabama de Tony Scott (musique de Hans Zimmer) (assistant de Hans Zimmer)
- 1995 : Rangoon de John Boorman (musique de Hans Zimmer) (assistant de Hans Zimmer)
- 1996 : La Femme du pasteur de Penny Marshall (musique de Hans Zimmer) (assistant de Hans Zimmer)
- 1996 : Rock de Michael Bay (musique de Hans Zimmer, Nick Glennie-Smith et Harry Gregson-Williams) (assistant des compositeurs)
- 1996 : Le Fan de Tony Scott (musique de Hans Zimmer) (assistant de Hans Zimmer)
- 1997 : Le Pacificateur de Mimi Leder (musique de Hans Zimmer) (conseiller technique)
- 1997 : Pour le pire et pour le meilleur de James L. Brooks (musique de Hans Zimmer) (conseiller technique)
- 1998 : Le Prince d'Égypte de Steve Hickner (musique de Hans Zimmer) (conseiller technique)
- 1998 : La Ligne rouge de Terrence Malick (musique de Hans Zimmer) (conseiller technique)
- 1998 : Possums (en) de J. Max Burnett (musique de Justin Caine Burnett) (musiques additionnelles)
- 2000 : Gladiator de Ridley Scott (musique de Hans Zimmer et Lisa Gerrard) (conseiller technique et monteur de la musique : version longue)
- 2000 : Mission : Impossible 2 de John Woo (musique de Hans Zimmer) (monteur de la musique)
- 2001 : The Pledge de Sean Penn (musique de Hans Zimmer et Klaus Badelt) (monteur de la musique)
- 2001 : Angel Eyes de Luis Mandoki (musique de Marco Beltrami) (monteur des chansons)
- 2001 : Hannibal de Ridley Scott (musique de Hans Zimmer) (monteur de la musique)
- 2002 : Phone Game de Joel Schumacher (musique de Harry Gregson-Williams) (monteur de la musique)
- 2002 : La Chute du faucon noir de Ridley Scott (musique de Hans Zimmer) (musiques additionnelles et monteur de la musique)
- 2003 : Veronica Guerin de Joel Schumacher (musique de Harry Gregson-Williams) (responsable du montage de la musique)
- 2003 : Les Associés de Ridley Scott (musique de Hans Zimmer) (superviseur et monteur de la musique)
- 2003 : Le Dernier Samouraï d’Edward Zwick (musique de Hans Zimmer) (monteur de la musique)
- 2005 : Kingdom of Heaven de Ridley Scott (musique de Harry Gregson-Williams) (superviseur)
- 2006 : Tristan et Yseult de Kevin Reynolds (musique d'Anne Dudley) (consultant musical)
- 2019 : Le Chant du loup d'Antonin Baudry (musique de Tomandandy) (thème principal)